# Hereditärt angioödem

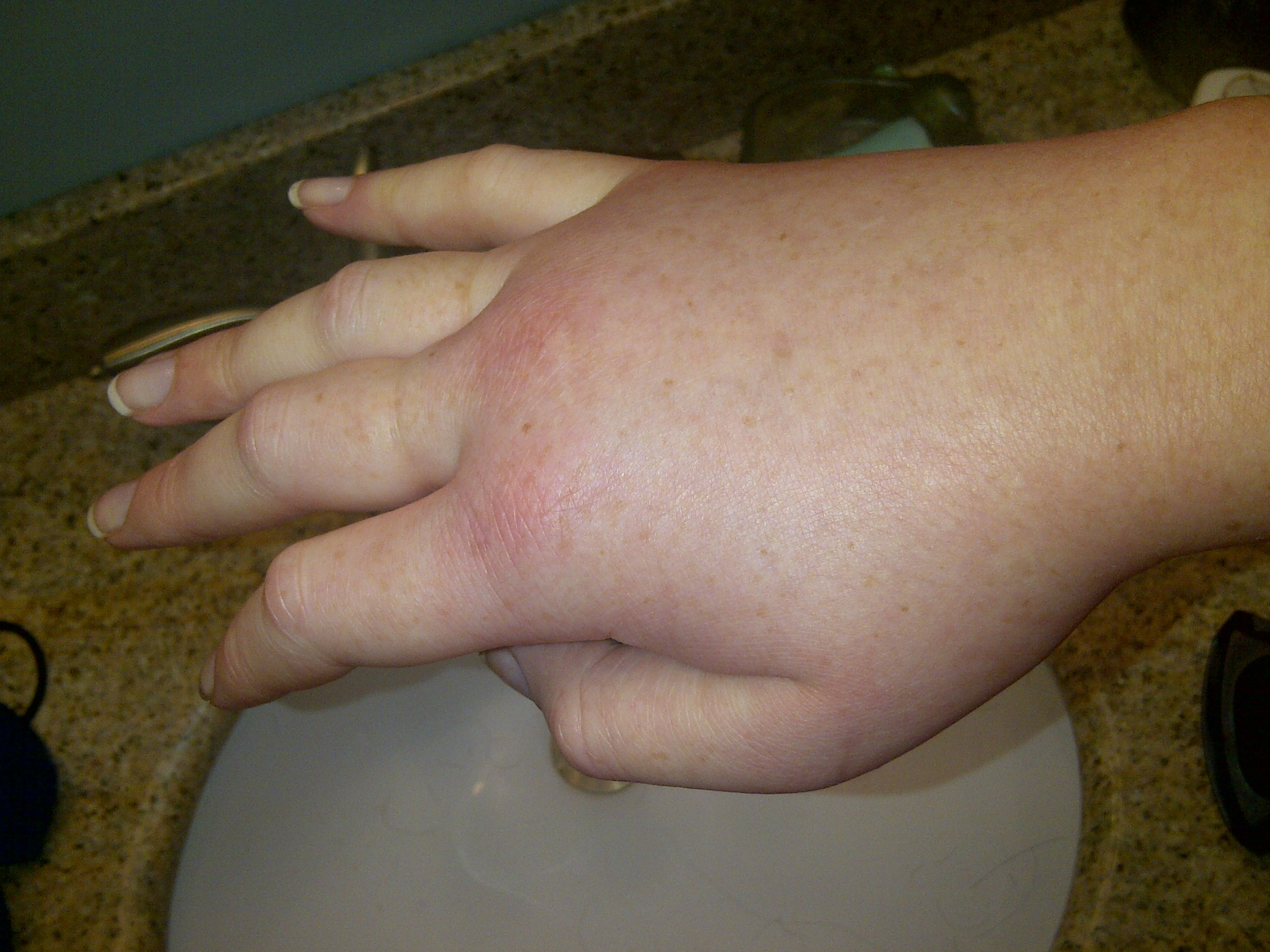
Svullen hand med hereditärt angioödem

Hereditärt angioödem är en ärftlig sjukdom vars patienter får anfallsvisa smärtsamma, djupa svullnader (ödem) främst i huden och i mag-tarmkanalens slemhinnor. Sjukdomen beror på en förändring i en gen (mutation) som kodar för proteinet C1-esteras-inhibitor (C1-INH). Mutationen leder till sänkt koncentration eller nedsatt funktion av C1-INH. Detta protein håller vanligtvis flera reaktioner i blodet i schack. När koncentrationen blir för låg löper några av dessa amok och blodådrorna släpper ut vätska ut i omkringliggande vävnad. Detta resulterar i svullnade. Ärftligheten är autosomalt dominant. Det innebär att både pojkar och flickor kan få sjukdomen och att i genomsnitt hälften av barn till en förälder som har sjukdomen får den. De i släkten som är friska (vilket avgörs med blodprov) har inte anlag för sjukdomen och kan heller inte ge den till sina barn. 

## Behandling
Hereditärt angioödem behandlas vanligtvis med tabletter som intas via munnen (äts). Medicinen kan ha omfattande biverkningar. En del patienter använder dessa läkemedel endast när de har anfall, medan kan använda dem regelmässigt som stående förebyggande behandling. 